# История евангельских христиан-баптистов в СССР
Книга «История евангельских христиан-баптистов в СССР» («История ЕХБ в СССР») — монография, официально-конфессиональное издание ВСЕХБ по истории евангельских христиан-баптистов на территории бывшего СССР. Написана коллективом авторов-христиан под руководством специальной комиссии ВСЕХБ. Издана в 1989 году.
Книга «История ЕХБ в СССР» широко используется в научных работах по истории евангельского протестантизма. Она высоко оценена авторитетными независимыми (то есть неаффилированными с евангельскими христианами-баптистами) исследователями за обширность и новизну представленного материала, а также скрупулёзность при его изложении. В то же время, не ставя под сомнение точность фактического материала, Лев Митрохин подчеркнул, что издание не является «беспристрастным исследованием», а представляет конфессиональный взгляд на собственную историю.

## Предыстория появления
Первыми историками евангельского движения в России стали Иван Проханов и Василий Павлов. Проханов в 1895 году опубликовал несколько исторических очерков в журнале «Беседа», Павлов в 1911 году — книгу «Правда о баптистах» в формате цикла статей в журнале «Баптист». В 1920 году на съезде баптистов Павлову поручили составить историю движения, однако он умер, не закончив её.
В 1900—1920-х годах в евангельских журналах время от времени публиковались статьи, освещавшие отдельные исторические темы. Тогда же по инициативе Ивана Проханова ВСЕХ начал собирать материалы по истории, но лишь незначительная их часть сохранилась в архиве Якова Жидкова. Кроме того, документы собирали Павел Иванов-Клышников и П. Я. Дацко, однако оба стали жертвами сталинских репрессий в отношении евангельских христиан и баптистов, и их архивы также не уцелели.
К 100-летию евангельского движения, отмечавшемуся в 1967 году, Александр Карев подготовил серию исторических очерков, некоторые из которых были опубликованы в «Братском вестнике», как посвящённый юбилею доклад.
Позднее исторические документы собирал Юрий Грачёв, подготовивший по ним курс лекций для Заочных библейских курсов, однако и его труд не был завершён и издан. Материалы собирали также Артур Мицкевич, Николай Мельников и другие.

## Комиссия и авторы
В 1979 году при ВСЕХБ была создана специальная комиссия для составления истории евангельских христиан-баптистов. Её возглавил Яков Духонченко, в состав вошли Алексей Бычков, Павел Савченко, Артур Мицкевич и другие.
Комиссия занялась сбором исходного исторического материала и дополнительными исследованиями, а в дальнейшем — редактированием черновых вариантов глав книги. Основной объём работы по написанию истории выполнил Сергей Савинский (инженер-геолог, вышедший на пенсию в 1979 году). В частности, он написал первую часть книги с историей русско-украинских евангельских христиан-баптистов, в то время как над второй частью работали коллективно. По воспоминаниям Савинского, вместе с ним трудились Павел Савченко, Йоханнес Дик, Марина Каретникова. Над систематизацией материалов работали Ванифатий Ковальков, Артур Мицкевич, Николай Мельников, Александр Фирисюк, Владимир Канатуш и многие другие. Редактуру и корректуру выполняли сотрудницы Заочных библейских курсов Вера Кадаева и Т. В. Платова. Многократное перепечатывания объемного текста выполнила жена Сергея Савинского — Людмила. Всего в составлении истории ЕХБ и написании книги в той или иной мере были задействованы несколько десятков человек.
По воспоминаниям Сергея Савинского, какого-либо диктата со стороны КГБ при написании работы не было, однако его корреспонденция подвергалась перлюстрации. Со стороны ВСЕХБ ему предложили «сгладить углы», однако потом предложили продолжить работу, оговорившись, что текст будет «подправлен». Со стороны РПЦ одному из соавторов в процессе сбора материалов было сначала разрешено, а затем отказано в доступе в православные архивы в Загорске (современном Сергиевом Посаде) и авторам пришлось добывать материалы, имеющие отношение к православию, через рукописный отдел Института религии и атеизма.

## Охваченный период и богословие
Книга охватывает период с X века по середину 1980-х годов. При этом период X — середины XIX веков отнесён авторами к предыстории, поскольку как указано во введении к книге, появление евангельского протестантизма не являлось плодом работы иностранных миссий, а стало результатом «самобытного процесса», исходившего «из глубины народного духа» под влиянием Евангелия. Авторы книги рассматривают некоторые самостийные религиозные движения на Руси и в Российской империи как духовных предшественников движения евангельских христиан-баптистов.
Позднее Сергей Савинский вспоминал, что когда начинал работу над книгой, то хотел выяснить «насколько оправдано расхожее мнение, выраженное одним старым православным автором (о Екатерине II), например, так: „Пригласила Катька немца картофельку садить, а он нам штунду насадил…“». В процессе работы он пришёл к выводу о самобытном характере происхождения баптистского движения в России: «от немецких меннонитских общин наши предшественники, очевидно, заимствовали только церковную структуру, которая позднее тоже заметно обрусела».

## Структура
Монография включает предисловие от имени ВСЕХБ, авторское введение, две части и приложения. Первая часть посвящена истории русско-украинского объединённого братства. Она разбита на восемь глав по историческим периодам — этапам развития движения и отношений с государством: X век — середина XIX века, 1860-е — 1882, 1882—1905, 1905—1917, 1917—1929, 1929—1942 и 1945—1985 годы. Вторая часть посвящена национальным братствам и деноминациям ВСЕХБ. Она разбита также на восемь глав, но по тематическим направлениям: молдавское, эстонское, латвийское, литовское, белорусское, христиане веры евангельской, меннониты и обзор вероучений ЕХБ.
В перечень приложений входят описания жизни некоторых отдельных церквей, хронологическая таблица съездов ЕХБ, краткие биографии деятелей движения, таблица руководителей Союза (в том числе регионального уровня), именной и географический указатели.

## Оценки
Лев Митрохин отметил, что авторы книги «История ЕХБ в СССР» использовали «громадный» объём литературы и ввели в оборот множество новых источников и фактов, «изложив прошлое баптизма со скрупулёзностью, раньше не встречавшейся». Митрохин подчеркнул, что «официально-конфессиональный» характер издания имеет как положительные, так и отрицательные стороны для читателя, не связанного с ЕХБ: «книга не столько объясняет, сколько изъясняет баптизм; это не беспристрастное исследование, а в значительной мере источник».
Наталья Потапова в своей докторской диссертации (по истории) в 2015 году писала, что книга стала «первым, и до настоящего времени — самым серьёзным обобщающим трудом, раскрывающим возникновение и развитие евангельского движения в России». В то же время она отметила, что о событиях советского периода в книге пишется «предельно дипломатично», и что авторы не упоминают имевшие место в предыдущие десятилетия проблемы конфессии с властями.
По мнению Алексея Александрова, книга стала «настоящим открытием», обозначив «появление собственно конфессионального баптистского направления историографии». Он также обратил внимание на «крайне скупое» освещение в книге «тёмных страниц» в отношениях конфессии с государством.

### Попытка исправить недостаток
Озвученный рецензентами недостаток книги (скупое изложение преследований конфессии со стороны Советской власти) объяснялся временем её написания, «когда полная свобода печати была ещё невозможна». В 1999 и 2001 годах основной автор книги Сергей Савинский выпустил двухтомник, который в значительной степени повторил «Историю ЕХБ в СССР», но с существенным дополнением материалами о преследованиях:
- История евангельских христиан баптистов Украины, России, Белоруссии (1867—1917)[20]
- История евангельских христиан баптистов Украины, России, Белоруссии. II том (1917—1967)[21]

## Комментарии
1. ↑  Юрий Сергеевич Грачёв (1911—1973) — проповедник Куйбышевской церкви, автор многочисленных статей по истории евангельских христиан-баптистов.
2. ↑  Николай Николаевич Мельников — заместитель председателя ВСЕХБ.
3. ↑  Яков Кузьмич Духонченко — первый заместитель председателя ВСЕХБ, старший пресвитер ВСЕХБ на Украине.
4. ↑  Павел Дмитриевич Савченко — преподаватель, в будущем — директор Библейского института.
5. ↑  Йоханнес (Иван Петрович) Дик — в постсоветское время директор Института теологии и истории Боннской библейской семинарии (Германия).
6. ↑  Ванифатий Михайлович Ковальков (1898—1989) — член ВСЕХБ, преподаватель Библейских курсов.
7. ↑  Александр Иванович Фирисюк — председатель Союза ЕХБ Беларуси.
8. ↑  Владимир Яковлевич Канатуш (1920—2010) — писатель, проповедник, заключенный за религиозные убеждения.
9. ↑  Вера Кадаева (Изотова) — в будущем руководитель отдела Женского служения РС ЕХБ.
10. ↑  Вероятно, речь идёт об архивах Троице-Сергиевой лавры.
11. ↑  Наталья Владимировна Потапова — доктор исторических наук, профессор кафедры теории права и государственно-правовых дисциплин Сахалинского госуниверситета.
12. ↑  Алексей Павлович Александров — доцент кафедры  истории, философии и социально-гуманитарных наук Башкирского госуниверситета.